# نيك إيفانز (ملحن)
نيك إيفانز (بالإنجليزية: Nick Evans)‏ هو عازف جاز وملحن بريطاني، ولد في 9 يناير 1947 في نيوبورت في المملكة المتحدة.

## وصلات خارجية
- نيك إيفانز على موقع ميوزك برينز (الإنجليزية)
- نيك إيفانز على موقع أول ميوزيك (الإنجليزية)
- نيك إيفانز على موقع ديسكوغز (الإنجليزية)